# Rowemissia scitulus
Rowemissia scitulus is een haarster uit de familie Comatulidae.
De wetenschappelijke naam van de soort werd in 1911 gepubliceerd door Austin Hobart Clark.